# Ancien (comics)
Pour les articles homonymes, voir Ancien.
Yao, alias l'Ancien (« Ancient One » en version originale) est un personnage de fiction évoluant dans l'univers Marvel de la maison d’édition Marvel Comics. Créé par le scénariste Stan Lee et le dessinateur Steve Ditko, le personnage apparaît pour la première fois dans le comic book Strange Tales (vol. 1) #110 en juillet 1963.
Le personnage a été le mentor du Docteur Strange et son prédécesseur en tant que « Sorcier suprême » de la dimension de la Terre.
Il a notamment été adapté au cinéma (dans une version féminine) dans les films Doctor Strange (2016) et Avengers: Endgame (2019), interprété dans les deux cas par Tilda Swinton.

## Biographie du personnage

### Origines et acquisition du pouvoir
Celui qui deviendra plus tard l'être nommé l'Ancien nait dans le royaume de Kamar-Taj (en) (« Une terre cachée haut dans l'Himalaya ») au Tibet il y a 500 ans. Il passe sa jeunesse en tant que fermier pacifique jusqu'à ce que son ami Kaluu (en) découvre le pouvoir de la magie. Ensemble, ils commencent à explorer la sorcellerie et découvrent peu à peu comment maîtriser et conjurer les énergies mystiques.
Toutefois, les deux amis s'opposent par la suite sur la manière d’utiliser leurs pouvoirs et savoirs. Le jeune fermier veut s'en servir pour protéger son village alors que Kaluu souhaite former une armée pour conquérir les communautés voisines et ainsi bâtir un empire. Alors que le jeune fermier poursuit ses études, Kaluu utilise discrètement ses pouvoirs pour influencer l'esprit des villageois. Kaluu et le jeune fermier s'associent cependant pour lancer un sortilège éliminant la maladie, la pauvreté et les souffrance à Kamar-Taj. Ils offrent surtout l’immortalité à tous les villageois. Peu après, Kaluu est couronné roi de Kamar-Taj par les habitants qui sont toujours sous son influence magique. Selon ses souhaits, Kaluu prépare les hommes du royaume pour créer son armée. Il augmente sa manipulation mentale sur ses sujets qui deviennent de simples marionnettes. Le jeune fermier tentera malgré tout de les alerter, mais la magie de Kaluu est très puissante. Le roi frappe son ancien ami dans le dos avec une décharge mystique qui le paralyse. Kaluu part ensuite avec son armée à la conquête des villages voisins, où il transforme les habitants en esclaves.
Le jeune fermier, toujours paralysé, est « exposé » sur la place du village. Il tente de faire appel aux forces mystiques pour tenter de vaincre Kaluu mais ne maîtrise pas assez son pouvoir, qui échappe alors à son contrôle. Les énergies mystiques conjurées créent une épidémie de peste qui tue la plupart des habitants de Kamar-Taj. Kaluu prend la fuite dans une autre dimension. Le jeune fermier est alors libéré de sa paralysie. Bien qu’ayant perdu son immortalité, le jeune magicien vieillit désormais à un rythme extrêmement faible.
Très marqué par tous ces évènements, le jeune fermier préfère quitter son village et décide de consacrer sa vie à lutter contre d'autres sorciers maléfiques. Pour cela, il part en quête d’un ancien ordre de sorciers luttant contre la magie noire et dont les membres les plus âgés et avertis sont appelés les Anciens. Le jeune fermier reprend ses études mystiques avec eux et dépasse rapidement tous les autres disciples. Cela lui vaut d'être le premier mortel de la Terre à rencontrer Éternité, l'incarnation consciente de la force vitale de l’univers. L'entité cosmique lui présente l’Œil d'Agamotto (en), qui appartenait au premier Sorcier suprême de la dimension terrestre. Cette amulette permet à son possesseur de protéger sa dimension des entités extra-dimensionnelles les plus dangereuses. Durant les cinq siècles de son existence, le sorcier, désormais uniquement connu sous le nom de l’Ancien, utilise notamment l’amulette pour empêcher l'entité mystique Dormammu de pénétrer la dimension terrestre. Il augmente encore davantage son savoir au cours du dernier siècle, en remontant le temps jusqu’à la Babylone antique, triomphant du griffon que les prêtres du dieu babylonien Marduk avait placé pour garder le Livre des Vishanti (en). L'Ancien obtient ainsi l’ouvrage qui n'est autre que la plus grande source connue de connaissances en magie blanche.

### Formation d'un apprenti
De retour dans ses montagnes de l’Himalaya, l’Ancien s'y construit un palais où il fonde un ordre de moines. Ces derniers deviennent ensuite ses gardes du corps. Lors d’un tournoi organisé par un sorcier appelé le Vieux Genghis, l’Ancien remporte le titre de Sorcier suprême de la Terre. Il est ainsi le défenseur de la planète contre des forces maléfiques susceptibles de la menacer. Conscient de sa mortalité, l’Ancien prend un disciple, amené à devenir plus tard son successeur. Malheureusement, il doit bannir le jeune magicien, après avoir découvert qu'il avait secrètement étudié de nombreux livres interdits de magie noire pour accroître son pouvoir. L'élève banni sera plus tard connu sous le nom de Mister Jip (en).
En 1666, lors du grand incendie de Londres, l’Ancien affronte pour la première fois Dormammu, le tyran de la Dimension noire. Bien qu'il parvienne à le repousser, l’Ancien ne détruit pas entièrement son adversaire. Il sent par ailleurs ses forces physiques diminuer. Dernier survivant de son ordre, malgré l'échec avec Mister Jip, il veut à nouveau trouver un disciple. Il pressent alors la venue d’un futur élève, susceptible de lui succéder au poste de Sorcier suprême de la Terre. Pour cela, il approche Anthony Ludgate, un psychiatre doué en magie. Adoptant l’identité du Grand Lama, l’Ancien l’entraîne afin qu’il devienne le Docteur Druid et s’assure qu’il dispose des talents d’instructeur nécessaires pour former son successeur.
Peu après, l'Ancien est approché par Karl Amadeus Mordo, originaire de Transylvanie et qui souhaite devenir son élève. L’Ancien sent presque immédiatement la noirceur du cœur de Mordo. Il pense malgré tout que ses enseignements pourront le ramener vers le droit chemin et l'accepte comme disciple. Mordo semble changer, mais son attitude se dégrade rapidement lorsque l’Ancien s’intéresse à un jeune garçon destiné plus tard à devenir son successeur, Stephen Strange. Mordo commence alors à comploter contre Strange, lui envoyant cauchemars et démons durant son sommeil. L’Ancien protège constamment l'enfant en effaçant de sa mémoire les épreuves imposées par Mordo. Mais l’esprit du jeune garçon en sera tout de même affecté : devenu adulte, Strange est un être égocentrique et égoïste. Conscient des actes de Mordo, l'Ancien préfère le garder à ses côtés pour le contrôler. Ce dernier finit cependant par entrer en contact avec Dormammu et pactise avec lui.
Devenu un chirurgien renommé, Stephen Strange subit un très grave accident de voiture. Ses mains sont irrémédiablement abîmées ; c'est un chirurgien fini. Après avoir cherché tous les moyens de guérison, il se rend dans l’Himalaya après avoir entendu des légendes sur un sorcier. Après avoir rencontré l'Ancien, Strange demeure sceptique. Il sera finalement convaincu quand il assistera à une cérémonie où Mordo entre en contact avec Dormammu. Strange essaie alors de prévenir l’Ancien des agissements de son disciple et lui propose de devenir à son tour son disciple, pour acquérir la puissance nécessaire afin de combattre Mordo. L’apprentissage de l'ancien chirurgien est long mais il devient finalement le Docteur Strange, successeur officiel de l’Ancien. Mordo quitte le temple de l’Ancien et retourne dans sa région natale de Transylvanie. Il y poursuit ses agissements malfaisants avec Dormammu. Ils affrontent ensemble Strange, profitant de l’affaiblissement progressif de l’Ancien. Strange parvient cependant à les repousser à deux reprises. L’Ancien, proche de l’épuisement, aide cependant son disciple à entrer en contact avec l'entité cosmique Éternité qui lui transmet notamment l’amulette l’Œil d'Agamotto (en) et le Livre des Vishanti (en), pour renforcer sa puissance.
L’Ancien vient ensuite en aide à son disciple quand Strange doit combattre un puissant démon appelé Zom, à Stonehenge. Sachant pertinemment qu’il ne pourra pas durablement résister à Zom, l’Ancien fait croire à sa mort en fusionnant son corps physique avec l’un des monolithes de Stonehenge. L’Ancien prétend alors transférer ses pouvoirs à son disciple. Il ne fait qu’activer le potentiel du Docteur Strange pour l’acquisition de nouveaux pouvoirs magiques dormants. Zom est finalement emprisonné par le Tribunal Vivant. L’Ancien, toujours en possession de ses pouvoirs, se retire et permet au Docteur Strange de lui succéder dans son rôle de Sorcier suprême (la nomination « officielle » de Strange n'interviendra cependant qu'après le décès de l’Ancien).
Shuma-Gorath, une créature extra-dimensionnelle, tente d’envahir la Terre en utilisant l’esprit de l’Ancien pour ouvrir une brèche avec la dimension terrestre. Enlevé par un serviteur de l'entité, l’Ancien convainc le Docteur Strange de le tuer : seule l’oblitération totale de son ego les protègera de Shuma-Gorath. Strange, mortifié, se résout à finalement tuer son maître pour stopper la créature démoniaque. Une fois le passage refermé, le corps physique de l’Ancien meurt. Néanmoins, il a atteint un tel niveau de sagesse et de conscience qu'il parvient à la transcendance, son âme se fondant dans l’univers et, donc Éternité. Stephen Strange hérite alors de toutes les possessions de son maître, devenant à son tour le Sorcier suprême de la dimension terrestre,.

### Les autres vies
L’Ancien réapparaît ensuite à plusieurs reprises dans la vie du Docteur Strange.
Il se réincarne d'abord comme avatar d’Éternité. Plus tard, les maléfiques Créateurs prennent le contrôle de l’univers. L’Ancien est alors contraint de revenir sur Terre, à moitié fou. Il fusionne ensuite de nouveau avec l’univers.

## Pouvoirs et capacités
Comme les autres sorciers, l'Ancien a la faculté de manipuler les énergies mystiques préexistantes. En tant que Sorcier suprême, il possède un savoir et une maîtrise des arts mystiques supérieurs à tout autre mortel terrien. Ses dons de la sorcellerie viennent principalement de trois sources : la puissance personnelle (issue de l’âme, de l’esprit et du corps), le pouvoir obtenu en puisant dans la magie ambiante de l’univers et le recours aux puissances ou objets extra-dimensionnels.
L'Ancien maîtrise également la projection astrale : il peut ainsi séparer son corps astral de son corps physique. Il peut aussi projeter ses pensées, comme une certaine forme de télépathie. Il peut communiquer mentalement avec une douzaine d’esprits en même temps. L’Ancien peut aussi manipuler l’atmosphère et en tirer divers effets. Il peut former et projeter des décharges d’énergie mystique, former des boucliers ou des écrans mystiques extrêmement résistants. Il est capable de transformer pendant un temps un objet en un autre.
L’Ancien peut se téléporter à la surface de la Terre ou dans une autre dimension mystique. La téléportation temporelle est possible mais extrêmement épuisante. L’Ancien possède un immense savoir. Il peut invoquer de nombreux sortilèges et incantations grâce aux noms de diverses entités et objets extra-dimensionnels (Flammes de la Faltine, Ombres des Séraphins, Hôtes velus d’Hoggoth, etc.).
À la fin de sa vie, l'Ancien voit ses pouvoirs diminuer, en raison d'une résistance physique amoindrie. Plus ses sortilèges sont puissants, plus son corps physique souffre. Après sa mort, l’esprit de l’Ancien forme une union mystique avec l’univers. Ainsi, en théorie, la conscience de l’Ancien peut puiser dans l’infini pouvoir mystique d’Éternité.
Outre ses pouvoirs, l’Ancien s'appuie sur l’utilisation de nombreuses reliques mystiques, notamment le Livre des Vishanti (en) (un très vieux livre contenant tout le savoir de la magie blanche) et l'Œil d'Agamotto (en), une amulette dont la lumière sert à nier la magie maléfique qu’il finira par transmettre à son disciple, le Docteur Strange.

## Apparitions dans d'autres médias
Sauf indication contraire, les informations mentionnées dans cette section peuvent être confirmées par la base de données cinématographiques IMDb,  présente dans la section « Liens externes ».

### Cinéma
Films d'animation
- 2007 : Doctor Strange: The Sorcerer Supreme - doublé en anglais par Michael Yama.

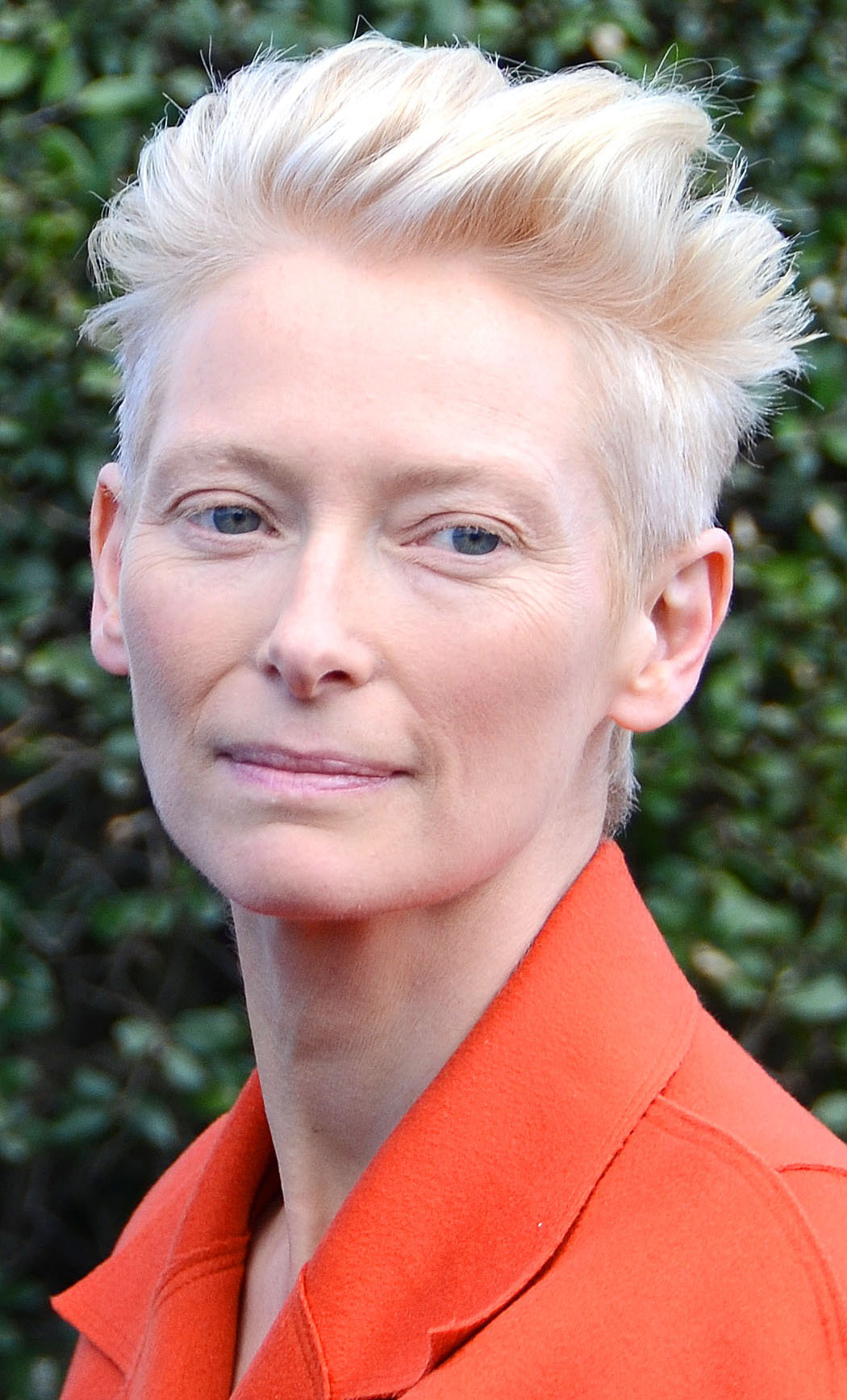
Tilda Swinton incarne l'Ancien dans Doctor Strange (2016).

Interprétée par Tilda Swinton dans l'univers cinématographique Marvel
- 2016 : Doctor Strange réalisé par Scott Derrickson – à la différence des comics, l'Ancien est une femme. Mordo accueille Stephen Strange à Kamar-Taj. L'ancien chirurgien y reçoit l'enseignement de l'Ancien et s’entraîne avec Mordo. Strange devient de plus en plus méfiant sur l'origine des pouvoirs et de l'immortalité de l'Ancien. Mordo s'oppose alors sur la suite des événements et décide de prendre un chemin différent.
- 2019 : Avengers: Endgame
- 2021 : What If...? (série télévisée d'animation)

### Télévision
Interprété par Michael Ansara
- 1978 : Docteur Strange (téléfilm) (voix)

### Jeux vidéo
- 2006 : Marvel: Ultimate Alliance
- 2016 : Marvel Avengers Academy (en)